# كارولين غليك
كارولين غليك (بالإنجليزية: Caroline Glick) (بالعبرية: קרוליין גליק‏) هي صحفية وكاتِبة إسرائيلية وأمريكية، ولدت في ديسمبر 1969 في شيكاغو في الولايات المتحدة.

## وصلات خارجية
- الموقع الرسمي
- كارولين غليك على موقع IMDb (الإنجليزية)